# María Collazo
María Collazo (Montevideo, 6 de marzo de 1884-Ibid., 22 de marzo de 1942) fue una educadora, periodista, feminista, sindicalista y anarquista uruguaya.

## Biografía
Hija de inmigrantes gallegos católicos, tuvo ocho hermanos. Creció en el barrio de La Aguada en la capital uruguaya y se educó en un colegio de monjas. Su hermano mayor, Luis, radicado en Buenos Aires, la introdujo en las ideas anarquistas cuando ella era adolescente.
En 1902, contrajo matrimonio con Pedreira, con quien tuvo cuatro hijos. Luego de un período en Montevideo, la familia se instaló en Buenos Aires. Ella se relacionó enseguida con centros de militancia anarcosindicalista. 
En 1908, poco después del nacimiento de su cuarta hija, quedó viuda. Años después, nació su quinta hija. Todos tuvieron nombres mitológicos: Themis, Espartaco, Hebe, Leda y Venus. 

## Militancia
En 1907, organizó junto con Juana Rouco Buela, Virginia Bolten y Teresa Caporaletti, entre otras, el Centro Femenino Anarquista, primera organización libertaria de Argentina conformada por mujeres. Su sede estaba en la Sociedad de Resistencia de Conductores de Carros de Buenos Aires.
Ese año, Collazo y Juana Rouco fueron oradoras en el acto de la Huelga de inquilinos, movimiento de protesta realizado en respuesta a la suba de alquileres y desalojos de conventillos en Buenos Aires y otras ciudades de Argentina. Finalizada la huelga, el gobierno argentino deportó a inmigrantes sindicalistas utilizando la Ley de Residencia. Collazo fue una de las deportadas, por lo que tuvo que volver a Uruguay junto con su familia.
Participó de las protestas por la condena a muerte y posterior ejecución del pedagogo anarquista español Francisco Ferrer Guardia. En 1909, luego del fusilamiento de este educador, en Montevideo se realiza una gran marcha de repudio, y entre los oradores hombres, María Collazo dio un discurso conmovedor.
En 1921 fundó la Unión Sindical Uruguaya (USU).

## Periodismo
Fue cofundadora, junto a Juana Rouco Buela y Virginia Bolten, de La Nueva Senda (1909-1910), periódico anarcofeminista, desde donde se reivindicó las condiciones del trabajo obrero de las mujeres.
En 1915, fundó y dirigió la publicación La Batalla, la cual se editó hasta 1927.